# Назаров, Бахтияр Аминович
Бахтиёр (Бахтияр) Аминович Назаров (17.09.1945 — 18.01.2022) советский и узбекистанский литературовед, доктор филологических наук, член-корреспондент Академии наук Узбекской ССР (1989), академик АН РУз (2000).

## Биография
Родился 17 сентября 1945 года в Ташкенте.
В 1966 году окончил Ташкентский государственный университет и некоторое время работал в школе учителем, затем обучался в аспирантуре Института языка и литературы Академии наук Республики Узбекистан.
Диссертации:
- Роль Айбека в формировании марксистско-ленинской литературной критики в Узбекистане : диссертация … кандидата филологических наук : 10.00.00 / Б. Назаров. — Ташкент, 1972. — 221 с.
- Формирование и становление методологических принципов узбекской советской литературной критики : диссертация … доктора филологических наук : 10.01.02, 10.01.08. — Ташкент, 1983. — 362 с. : ил.

Трудовая деятельность:
- младший, старший научный сотрудник (1966—1969), учёный секретарь (1969—1972), заведующий отделом (1986—1990) Института языка и литературы,
- 1991—1992 государственный советник Президента Республики Узбекистан,
- 1992—1994 первый заместитель министра высшего и среднего специального образования Узбекистана.

В 1986—1996 годах — главный редактор журнала «Узбекский язык и литература».
С 1999 г. руководитель Национальной рабочей группы (НРГ) Узбекистана по формированию общественного мнения.
Автор учебников, монографий и брошюр, более 200 статей об узбекской литературе XX века и современном литературном процессе.
Член-корреспондент Академии наук Узбекской ССР (1989), академик АН РУз (2000).
Заслуженный деятель науки Республики Узбекистан.
Сочинения:
- Жизненность — немеркнущий критерий : Лит. раздумья / Бахтияр Назаров. — Ташкент : Еш гвардия, 1985. — 222 с. : портр.; 17 см. — (Лауреаты премии Ленинского комсомола Узбекистана).
- Непреходящее значение творчества Хамзы / Б. Назаров. — Ташкент : Фан, 1988. — 56 с.; 20 см; ISBN 5-648-00201-7

Был одним из авторов школьных учебников, в числе которых «Узбекская литература» для 9-11 классов и «История узбекской литературы XX века».